# Tambor Airport
Tambor Airport är en flygplats i Costa Rica.   Den ligger i provinsen Puntarenas, i den västra delen av landet, 100 km väster om huvudstaden San José. Tambor Airport ligger 8 meter över havet.
Terrängen runt Tambor Airport är kuperad norrut, men söderut är den platt. Havet är nära Tambor Airport åt sydost.  Närmaste större samhälle är Paquera, 12,5 km nordost om Tambor Airport. 